# Dodona adonira
Dodona adonira är en fjärilsart som beskrevs av William Chapman Hewitson 1865. Dodona adonira ingår i släktet Dodona och familjen Riodinidae. Inga underarter finns listade i Catalogue of Life.

## Bildgalleri

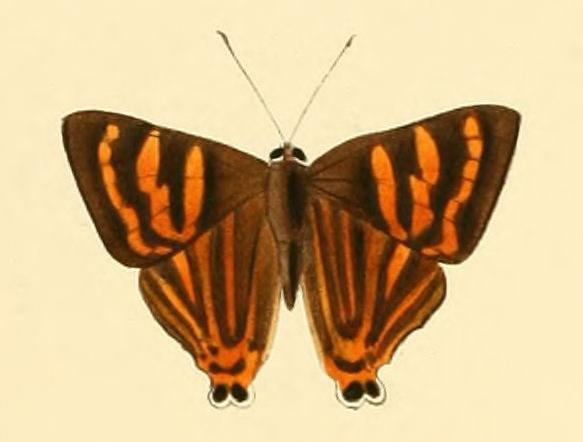
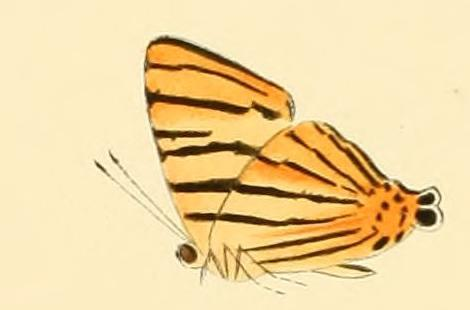
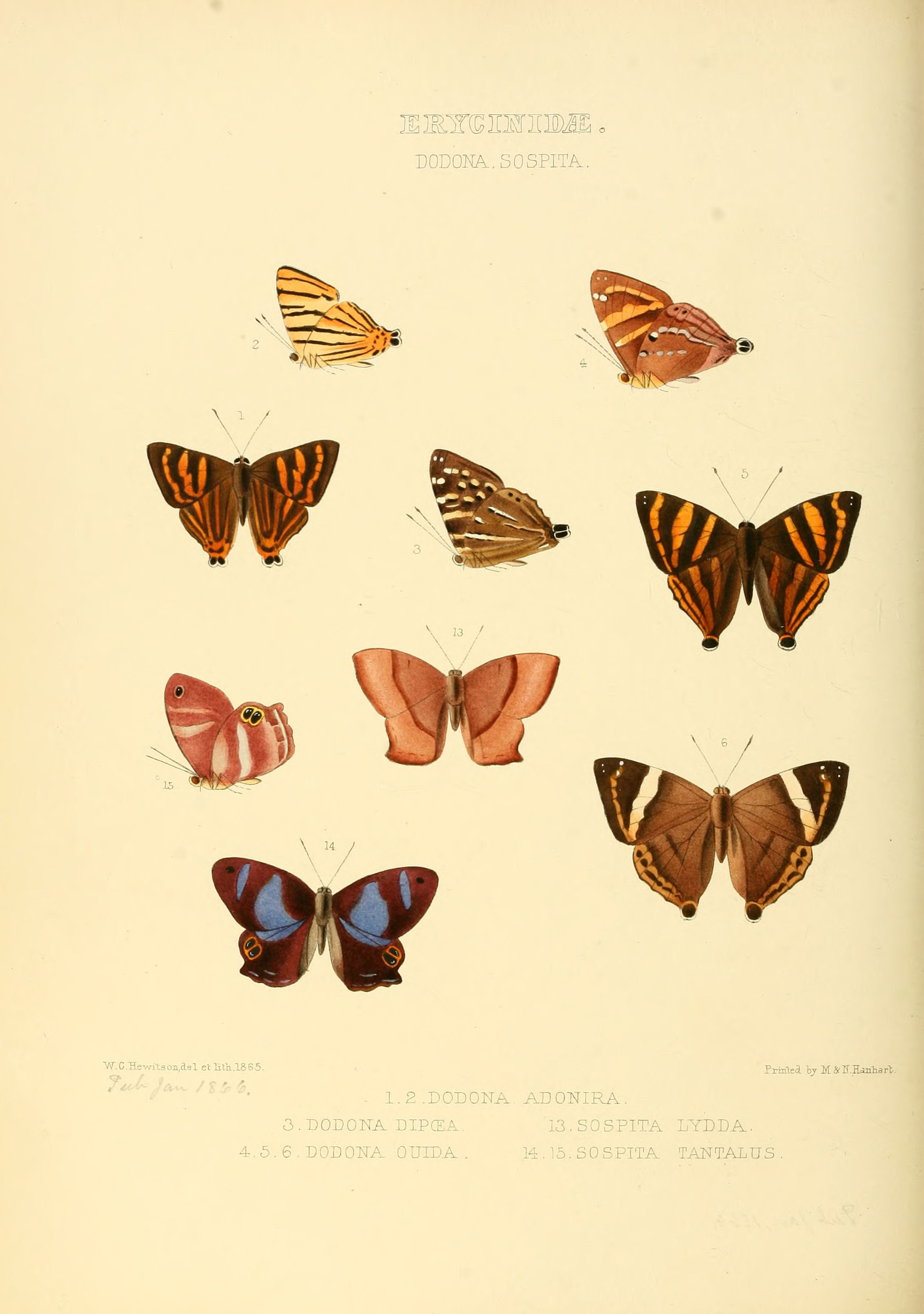